# Rzeki w Angoli
Rzeki w Angoli w większości uchodzą do Oceanu Atlantyckiego. Rzeki w południowo-wschodniej części kraju uchodzą do rzeki Zambezi, która wpada do Kanału Mozambickiego (Ocean Indyjski). Jedynie obszar zlewni rzeki Okawango wpada do bagien w Botswanie.
Rzeki w znacznym stopniu wyznaczają linię graniczną Angoli. Granicę z Demokratyczną Republiką Konga częściowo wyznaczają na północy rzeki Kongo i Kuango, a na wschodzie Kasai. Na połoudniowym-wschodzie rzeka Kuando wyznacza częściowo granicę z Zambią. Natomiast na południu około połowy granicy z Namibią tworzą rzeki Okawango i Kunene.
Na skraju pustyni Namib rzeki mają charakter okresowy. Na niektórych rzekach, takich jak Lucala, tworzą się wodospady, będące atrakcją turystyczną tych terenów.  

## Najdłuższe

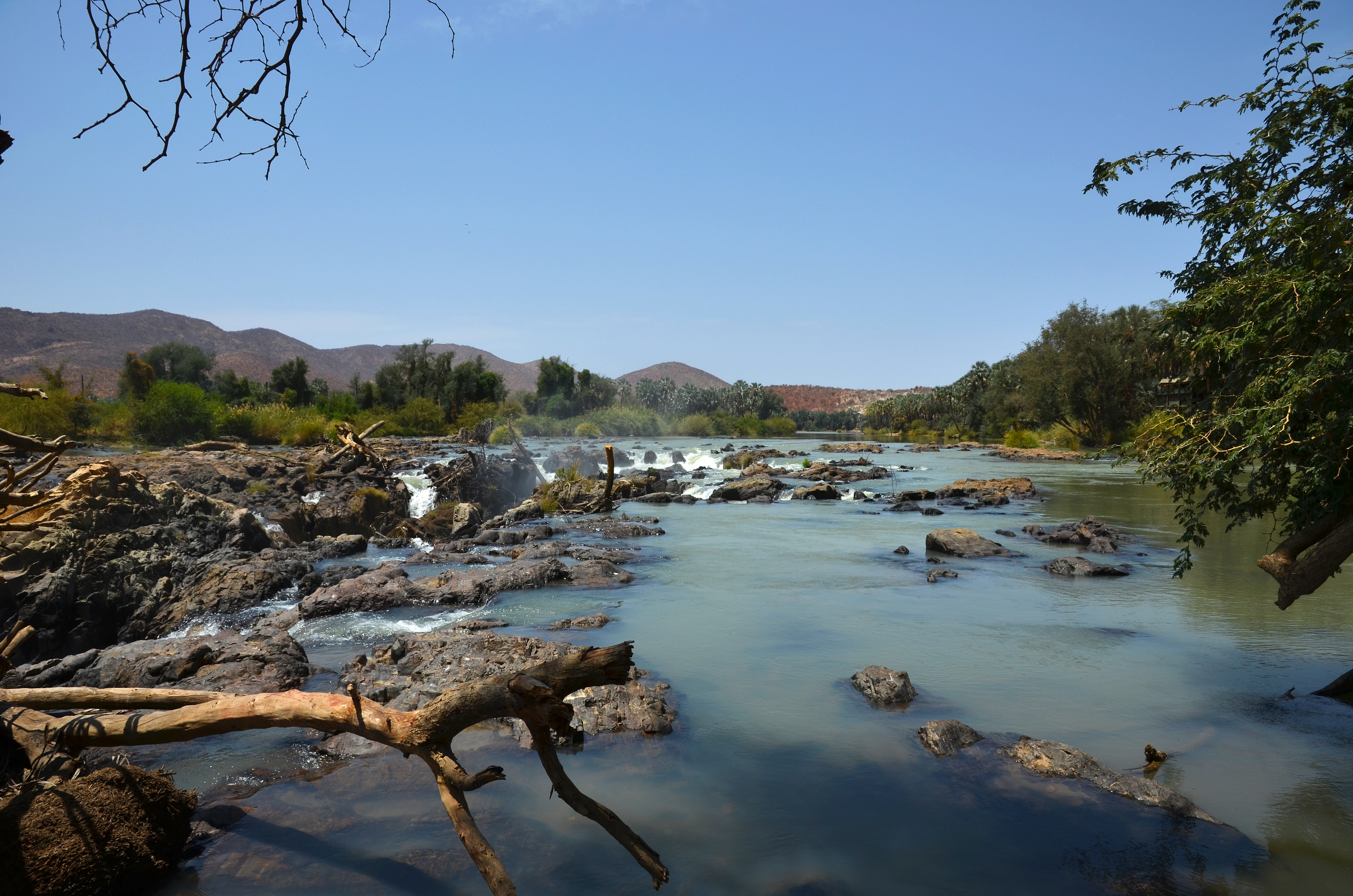
Wodospady Epupa Falls na rzece Kunene

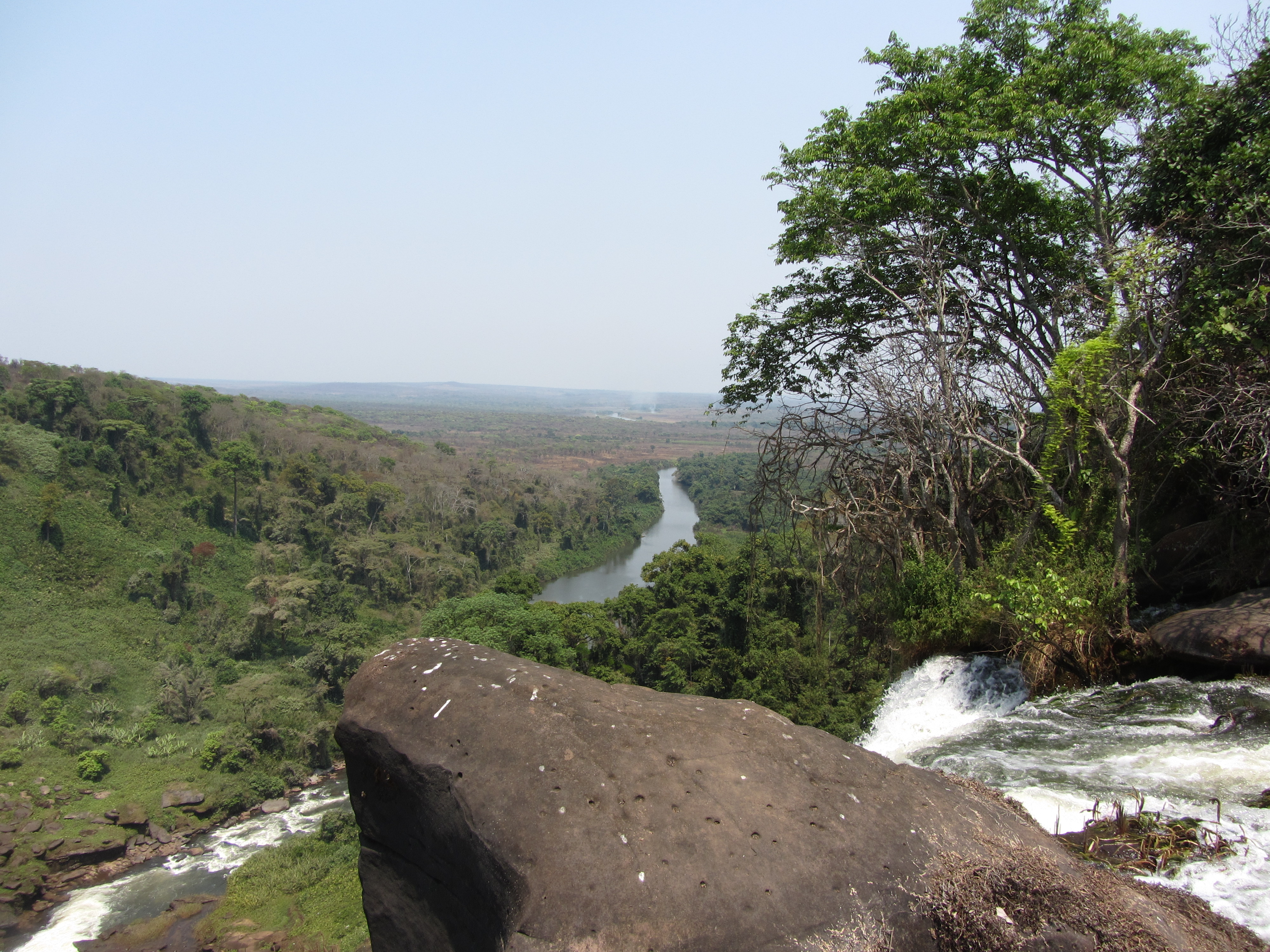
Rzeka Lucala

Najdłuższe rzeki w Angoli (ponad 1000 km):
- Cuito (dopływ Okawango)
- Kasai (dopływ Kongo)
- Kongo
- Kuando (dopływ Zambezi)
- Kuango (dopływ Kasai)
- Kunene
- Okawango
- Zambezi

Inne duże rzeki (poniżej 1000 km):
- Chicapa (dopływ Kasai)
- Chiumbe (dopływ Kasai)
- Kuanza
- Kwilu (dopływ Kuango)
- Loange (dopływ Kasai)
- Luena (dopływ Zambezi)
- Lungwebungu (dopływ Zambezi)